# Esquistositat

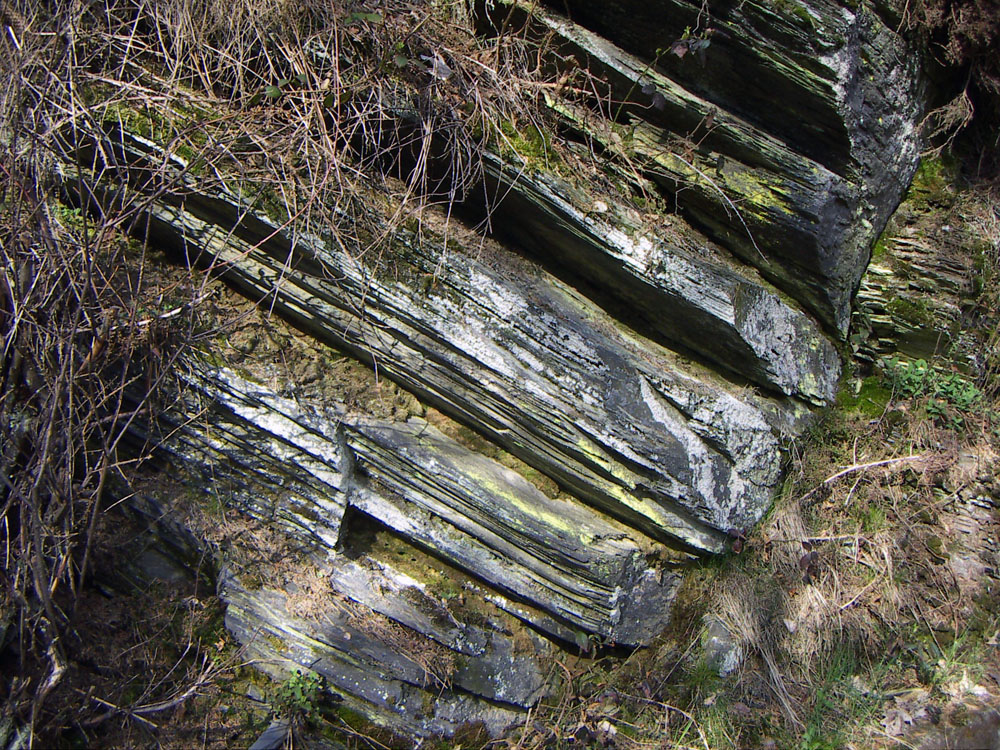
Exposició de pissarra meteoritzada blanquinosa (possible eflorescència gipsífera) prop del poble de Hargard al nord dels monts Eifel, Renània del Nord-Westfàlia, Alemanya.

L'esquistositat (geologia, petrologia, ciència del sòl) és la foliació que presenta una roca, en general metamòrfica, adquirida sota la influència de forces tectòniques, diferent de l’estratificació. La roca tendeix a desfer-se en unitats rocoses limitades per una família de plans paral·lels, que determinen minerals no equidimensionals orientats per esforços tectònics (en schistosity; es esquistosidad; fr schistosité).